# Parhîmiv, Kozeleț
Parhîmiv (în ucraineană Пархимів) este localitatea de reședință a comunei Parhîmiv din raionul Kozeleț, regiunea Cernihiv, Ucraina.

## Demografie
Componența lingvistică a localității Parhîmiv
     Ucraineană (98,94%)
     Rusă (1,06%)
Conform recensământului din 2001, majoritatea populației localității Parhîmiv era vorbitoare de ucraineană (98,94%), existând în minoritate și vorbitori de rusă (1,06%).